# Franc Kavs
Franc Kavs, slovenski narodni delavec in časnikar, * 13. november 1913, Čezsoča, † 17. november 1970, Trst.
Rodil se je v Čezsoči v družini Goriškega trgovca in posestnika. Zaradi 1. svetovne vojne je morala družina v begunstvo. Po končani vojni je v rojstni vasi obiskoval osnovno šolo, v Trstu pa je leta 1929 končal dveletno trgovsko šolo. V Zgornji Soški dolini je deloval v protifašističnem gibanju TIGR. Leta 1931 so ga italijanske oblasti osumile sodelovanja pri požigu šole v Bovcu, ga aretirale in nato izpustile. Jeseni 1938, ko je Benito Mussolini, italijanski fašistični voditelj, obiskal Kobarid je pripravljal atentat nanj. Leta 1940 je bil ponovno aretiran in na 2. tržaškem procesu decembra 1941 obsojen na smrt. Odvedli so ga v kaznilnico na otok Santo Stefano v Pontinskem otočju kjer so ga osvobodili zavezniki ob kapitulaciji Italije. Sprva je živel v Rimu, pozneje kot časnikar v Črnomlju. Po osvoboditvi je do smrti delal v uredništvu Primorskega dnevnika v Trstu. Zadet od kapi je umrl na poti iz uredništva domov.